# Nola (Lobaye)
Pour les articles homonymes, voir Nola.
Nola (Lobaye) est une des treize communes de la préfecture de Lobaye. Elle est traversée par la route nationale RN6 reliant Mbaïki à Boda.
En 1939, est créée au village de Boukoko dans la commune de Nola, une station centrale d'agriculture, qui se consacre d'abord à l'étude du caféier puis étend ses activités à l’agronomie tropicale. Cette station est devenue un centre régional polyvalent de recherche (CRPR) de l'ICRA, Institut Centrafricain de Recherche Agronomique.

## Éducation
La commune compte 6 écoles recensées en 2015 : à Bouaka, Kongué, école fondamentale de la SNEA à Bopenda, Boboua, Bokoma et Boukoko.